# ساغساک (اسکیل)
ساغساک (به ترکی استانبولی: Sağsak) یک منطقهٔ مسکونی در ترکیه است که در اسکیل واقع شده‌است.